# Brodal czerwonouchy
Brodal czerwonouchy (Trachyphonus erythrocephalus) – gatunek średniej wielkości ptaka z rodziny tukanowatych (Ramphastidae). Występuje we wschodniej Afryce. Nie jest zagrożony wyginięciem.

## Podgatunki i zasięg występowania
Wyróżnia się następujące podgatunki:
- T. e. shelleyi Hartlaub, 1886 – wschodnia Etiopia i Somalia
- T. e. versicolor Hartlaub, 1882 – południowo-wschodni Sudan Południowy, południowa Etiopia, północna Kenia i północno-wschodnia Uganda
- T. e. erythrocephalus Cabanis, 1878 – centralna Kenia do północnej Tanzanii

## Morfologia
Długość ciała wynosi 20–23 cm, zaś jego masa 40–75 g. Podgatunek nominatywny największy spośród wszystkich, skrzydła mierzą 96–100 mm. U T.e. shellei skrzydła mierzą 77–81 mm. Pozostałe wymiary, nieposortowane według podgatunków, to 82,5–88,5 mm dla ogona, 22,5–27 mm dla dzioba oraz 26–29 mm dla skoku. Dziób czerwony, wzdłuż spodu dolnej szczęki i na końcu czarniawy. Obszar między okiem i dziobem czarny, podobnie jak i wierzch głowy. Pozostała jej część z wyjątkiem białej plamki usznej czerwona; może także wystąpić żółty przód głowy i okolice oczu. Pióra na karku bladożółte z czarnymi kropeczkami na końcu. Grzbiet, pokrywy skrzydłowe oraz lotki czarne w białe, niemal okrągłe (z wyjątkiem tych na lotkach) kropki. Kuper i spód ciała żółte do niemal białych. Sterówki czarne z białymi plamami w liczbie około 5 na każdej chorągiewce; plamy te są rozmieszczone równomiernie. Nogi szare.

## Ekologia i zachowanie
Biotop
Zamieszkuje zadrzewione sawanny i inne otwarte tereny zadrzewione, nawet te bardzo suche. Przebywa także w bliskim otoczeniu ludzi.
Zachowanie
Żywi się owocami, nasionami, owadami i jaszczurkami, niekiedy pisklętami i jajami. Zjada również odpadki ludzkie. Zazwyczaj przebywa w grupach 2–10 osobników, składających się z pary dorosłych ptaków oraz osobników młodych pomagających w lęgach. Agresywny wobec innych ptaków, szczególnie w miejscach żerowania.
Lęgi
Gniazda mieszczą się w skarpach ziemnych lub kopcach termitów. Komora lęgowa znajduje się na końcu długiego do 1 m tunelu. W lęgu 2–6 białych jaj. Dokładny czas inkubacji nie jest znany, przypuszczalnie jest to 14–17 dni. Wysiadują zarówno samiec jak i samica. Młode są w pełni opierzone po 35–40 dniach, zaczynają wtedy żerować razem ze swoją grupą. Składa się ona z gniazdującej pary oraz pomocników, przynoszących pożywienie dla młodych i przypuszczalnie wykopujących także komorę lęgową.

## Status
Międzynarodowa Unia Ochrony Przyrody (IUCN) uznaje brodala czerwonouchego za gatunek najmniejszej troski (LC – Least Concern) nieprzerwanie od 1988 roku. Liczebność populacji nie została oszacowana, ale ptak ten opisywany jest jako zazwyczaj pospolity w swym zasięgu występowania. Globalny trend liczebności populacji uznawany jest za stabilny ze względu na brak widocznych zagrożeń.